# Сигнал об опасности (фильм)
«Сигнал об опасности» (англ. Danger Signal) — фильм-нуар режиссёра Роберта Флори, вышедший на экраны в 1945 году.
Фильм поставлен по одноимённому роману Филлис Боттоум и рассказывает об обаятельном, но глубоко порочном манипуляторе и жиголо (Закари Скотт), который в одном из городов на восточном побережье грабит свою любовницу, которую, вероятно, перед этим убил, после чего перебирается через всю страну в Лос-Анджелес, где начинает ухаживать за двумя сёстрами, в итоге предпочитая ту из них, которая должна унаследовать крупную сумму денег. Однако в конце концов его настигает возмездие в лице мужа погибшей любовницы.

## Сюжет
Поздно вечером в одном нью-йоркских пансионов хозяйка требует, чтобы жильцы немедленно открыли ей дверь. В этот момент в комнате элегантный мужчина Ронни Мейсон (Закари Скотт) снимает с пальца мёртвой молодой женщины Элис Тёрнер обручальное кольцо, вынимает из её сумочки деньги и выпрыгивает из окна, слегка подворачивая ногу. Вскоре после обнаружения трупа муж убитой Томас Тёрнер (Джон Риджли) рассказывает полиции, что Элис три месяца назад ушла от него к писателю Ронни Мейсону, а два месяца назад поселилась вместе с ним в этом пансионе. Тёрнер требует найти и допросить Мейсона, однако после обнаружения предсмертной записки Элис полиция признаёт её смерть самоубийством и закрывает дело. Тогда Тёрнер клянётся сам найти Мейсона. Тем временем Ронни добирается на автобусе до Лос-Анджелеса, по дороге воруя у соседа по креслу значок фронтовика. Не в состоянии найти жильё, Ронни выдаёт себя за раненого ветерана войны, уговаривая сдать ему комнату Хильду Фенчёрч (Фэй Эмерсон), молодую и красивую, но одинокую университетскую стенографистку, которая живёт в собственном доме вместе с матерью (Мэри Сервосс). Представившись начинающим писателем Ронни Маршем, он быстро очаровывает своими манерами, рассудительностью и красотой как Хильду, так и её мать. Вскоре во время поездки с Хильдой за город Ронни дарит ей снятое с пальца Элис обручальное кольцо, объясняя, что оно является семейной реликвией и принадлежало ещё его бабушке. Ронни делает Хильде предложение, однако просит сохранить их помолвку в тайне до тех пор, пока он не заработает продажей рассказов достаточно денег, чтобы они могли пожениться. Тем временем домой после трёхмесячного лечения возвращается 17-летняя сестра Хильды по имени Энн (Мона Фриман). Узнав, что по завещанию своего умершего дяди Энн после замужества унаследует 25 тысяч долларов, 28-летний Ронни переключает своё внимание на младшую сестру. В тайне от Хильды он начинает ходить с Энн на танцы, попутно давая ей понять, что никогда не любил Хильду. Энн влюбляется в Ронни, и теряет интерес к своему парню Банки Тейлору (Ричард Эрдман). Хильда чувствует изменение отношения к ней со стороны Ронни, и пытается выяснить, в чём дело. Обыскав его комнату, она обнаруживает в его чемодане револьвер, и тем же вечером выясняет, что Ронни ходил вместе с Энн на танцы. Однако писателю на какое-то время удаётся развеять её сомнения, и более того, он уговаривает Хильду собственноручно написать предсмертную записку, которая якобы ему необходима для очередного рассказа. Однако сомнения Хильды снова нарастают, когда Банки сообщает ей, что Энн и Ронни регулярно встречаются, и что он видел, как Ронни обналичивал в банке чеки за несколько проданных им рассказов, потратив эти деньги на Энн. Разгневанная Хильда просит Ронни немедленно уехать из их дома, на что Ронни забирает у неё кольцо, после чего заявляет, что если он и уедет, то только вместе с Энн. Хильда направляется к сестре и пытается её урезонить, говоря, что Ронни просто обычный вор и обманщик, который умело ими манипулирует, однако Энн уже влюбилась в писателя и убеждена в том, что он тоже любит её. Возмущённая Энн отвечает Хильде, что та пытается разрушить их отношения из ненависти по отношению к Ронни после того, как он её бросил. Хильда обращается к одной из своих клиенток и подруг, психиатру Джейн Силла (Розмари Декамп), с просьбой помочь разобраться в ситуации. Хильда, по её словам, уже готова пойти на убийство, лишь бы остановить Ронни, который может разрушить не только её жизнь, но и жизнь других членов её семьи, однако Джейн предостерегает её от такого шага, внушая ей, что, чтобы Ронни не совершил, она ни в коем случае не должна идти на убийство. Чтобы лично разобраться в этом деле лично Джейн специально приезжает на ужин к Фенчёрчам. После беседы с Ронни она приходит к заключению, что Ронни — эгоист, который соблазняет женщин, но не уважает их, а в определённой ситуации может быть даже опасен. Джейн даёт Хильде ключи от своего прибрежного дома, настаивая на том, чтобы та поехала туда отдохнуть на несколько дней. Когда Хильда возвращается домой, вскоре появляется Энн вместе с Ронни, сообщая ей и матери, что они помолвлены. Тем же вечером другой клиент Хильды, рассеянный и робкий доктор Лэнг (Брюс Беннетт), который ранее безуспешно пытался ухаживать за ней, просит Хильду срочно помочь ему навести порядок с документами у него в лаборатории. Во время уборки Хильда тайно крадёт из лаборатории Лэнга пробирку со смертельно опасными бациллами ботулизма. Затем от имени доктора Силлы Хильда направляет Ронни телеграмму, приглашая его на ужин в её прибрежный дом. Вскоре взволнованный Лэнг сообщает Джейн, что у него пропала пробирка с ядом, после чего та сразу же догадывается, что задумала Хильда. Выяснив по телефону, что Ронни уехал в её прибрежный дом, Джейн поручает Лэнгу взять антидот, после чего они вместе на предельной скорости мчатся на машине к дому, по ходу движения уходя от полицейского преследования. Тем временем в прибрежном доме Хильда достаёт пробирку, чтобы добавить её содержимое в блюдо, приготовленное для Ронни, однако понимает, что не может пойти на убийство. Вместо этого уже после ужина она говорит Ронни, что отравила его и через час он неминуемо умрёт, в доказательство показывая пробирку с ядом. Ронни приходит в крайнее возбуждение и требует его спасти. В этот момент в доме появляются Джейн и Лэнг, который успокаивает Ронни, заявляя, что пробирка не была распечатана. Разгневанный Ронни уходит из дома, не зная, что у входа его поджидает выследивший его Томас Тёрнер. Ронни пытается убежать от Тёрнера, однако при бегстве вдоль края крутого обрыва цепляется ногой за корень и срывается вниз, разбиваясь о камни и падая в море. Некоторое время спустя Банки в мичманской форме перед отправлением на службу приходит проститься с Энн, которая вновь принимает его очень тепло. Тем временем Лэнг, набравшись, наконец, смелости приглашает Хильду на концерт.

## В ролях
- Фэй Эмерсон — Хильда Фенчёрч
- Закари Скотт — Ронни Мейсон
- Ричард Эрдман — Банки Тейлор
- Розмари Декамп — доктор Джейн Силла
- Брюс Беннетт — доктор Эндрю Лэнг
- Мона Фриман — Энн Фенчёрч
- Джон Риджли — Томас Тёрнер
- Мэри Сервосс — миссис Фенчёрч
- Джойс Комптон — Кейт
- Вирджиния Сейл — миссис Кроккетт

## Создатели фильма и исполнители главных ролей
Режиссёр фильма Роберт Флори, по словам киноведа Джеффа Стаффорда, на момент создания фильма был известен как «постановщик таких хорошо принятых жанровых картин, как „Убийство на улице Морг“ (1932) и „Лицо под маской“ (1941)». Флори «высоко ценили за техническое мастерство и быстроту работы над проектами», что позволяло ему «умело делать великолепные фильмы категории В». Однако, как считает Стаффорд, «именно по этой причине студия Warner Bros. редко предоставляла ему возможность подняться до фильмов категории А».
Как отмечает Стаффорд, в середине 1940-х годов Закари Скотт утвердился на экране в роли «охотника за женщинами», сохранив это амплуа до конца карьеры. Критик пишет, что «актёр сделал карьеру, играя общественных паразитов и скользких жиголо, то есть типов, которые охотятся на беззащитных, изголодавшихся по любви женщин, которые располагают средствами… Негодяи в галерее Скотта были идеально подогнаны для многочисленных мелодрам и фильмов нуар компании Warner Bros. 1940-50-х годов». Стаффорд далее отмечает, что в «Сигнале об опасности» Скотт «во многих смыслах дебютировал в амплуа гнусного эксплуататора женщин». Хотя к этому времени он уже сыграл международного авантюриста в «Маске Димитриоса» (1944) и коварного изменника в «Милдред Пирс» (1945), «однако это в принципе были роли второго плана». И «хотя они сформировали его имидж отвратительного персонажа в глазах кинолюбителей, именно „Сигнал об опасности“ дал ему первую главную роль».

## История создания фильма
По словам Стаффорда, ещё за пять лет до начала работы над фильмом Офис Хейса отверг проект сценария по оригинальному рассказу Филлис Боттоум «как морально предосудительный», и «потребовались усилия более чем 25 авторов, прежде чем фильм наконец дошёл до экрана». Однако даже после кардинальной переработки сценария, уже на стадии предпроизводства цензоры всё-таки потребовали изменить изначальный финал фильма, в котором Хильда травит Мейсона.
Уже накануне начала съёмок пришлось заменить из-за травмы спины актрисы Энн Блит, которая была утверждена на роль Энн, и вместо неё роль получила Мона Фриман.
Как вспоминала актриса Розмари Декамп, съёмки фильма во многом осложнялись помолвкой Фэй Эмерсон с бригадным генералом Эллиоттом Рузвельтом, сыном президента Франклина Д. Рузвельта. В частности, как писала Декамп: «Каждый раз, когда Эллиотт пролетал над нашей съёмочной площадкой, мы все должны были выходить на улицу и махать ему руками, из-за чего всё более отставали от графика. Затем Фэй и Эллиотт отправились в Аризону на свадьбу, что прибавило к съёмочному графику ещё четыре дня». Когда же съёмки возобновились, продолжает Декамп, «наш изумительный оператор Джимми Вонг Хоу заявил, что не сможет исправить тот ущерб, который нанёс Фэй медовый месяц, и её лицу требуется отдых». И, наконец, «мы почти что пропали, когда президент Рузвельт умер, и Фэй отправилась в Вашингтон». Однако, несмотря на все эти проблемы, по мнению Декамп, «фильм получился хорошим — умным и интересным». Сама же Декамп назвала свою роль в этом фильме «одной из своих любимых нуаровых ролей», и, действительно, её работа стала одной из самых сильных в фильме.

## Оценка фильма критикой

### Общая оценка фильма
После выхода фильма на экраны критика приняла его довольно сдержанно. В частности, кинообозреватель Босли Кроутер в «Нью-Йорк Таймс» назвал его «слабенькой маленькой мелодрамой», в центре внимания которой находится «презирающий женщин, красивый хам, романтические позывы которого колеблются в зависимости от банковского счёта любимой дамы». Как далее отметил Кроутер, после того, как героиня «Фэй Эмерсон догадывается о двуличии персонажа Закари Скотта — будучи помолвленным с ней, этот негодяй начинает заигрывать с более молодой, красивой и богатой сестрой — фильм ставит всего один хорошо знакомый и элементарный вопрос — кто кого убьёт и как?».
Современные киноведы также оценили фильм не очень высоко. В частности, Деннис Шварц, назвав картину «лихорадочной попыткой исследовать личность психопата», отметил, что «этот рутинный нуаровый фильм просто не тянет» из-за того, что сама «история слишком недостоверна» и, кроме того, ему «не хватает напряжённости». Далее он указывает на то, что «ничто не может спасти этот фильм от посредственности», так как «история просто-напросто не складывается, хотя её быстрый ход и помогает делу». Спенсер Селби написал, что фильм рассказывает о «таинственном писателе, который арендует комнату у семейства среднего класса, противопоставляя друг другу двух сестёр» . При этом, по словам, Майкла Кини, «проходит целая вечность, пока случится что-либо интересное, и лишь наблюдение за ловкими манипуляциями Скотта является компенсацией за высиживание этого нудного фильма». Боб Порфирио отметил, что этот фильм является «попыткой перенести существенные составляющие „Тени сомнения“ (1943) Хичкока в среду крупного города». Однако, «к сожалению, фильм содержит мало саспенса по сравнению со своим предшественником и движется столь медленно, что даже резкое ускорение темпа с помощью гонки на автомобиле со скрежетом шин не даёт нужного результата».
По мнению Стаффорда, «фильм увлекателен как сочетание приёмов фильма нуар (атмосферическая операторская работа Джеймса Вонга Хоу), психологической темы (введение психиатра-женщины, которая пытается проанализировать личность Мейсона), и не слишком утончённого рассмотрения отношений мужчины и женщины». В частности, фильм проводит мысль, «что женщины предпочитают подобных Мейсону агрессивных мужчин, которые привыкли получать то, что они хотят, порядочным, но обычным парням вроде Банки Тейлора, поклонника Энн подросткового возраста» или порядочного, но робкого профессора Лэнга. В частности, как замечает Стаффорд, эту мысль прекрасно иллюстрирует «абсурдный хэппи-энд, когда застенчивый Лэнг вдруг становится решительным и требует, чтобы Хильда пошла с ним на свидание».

### Оценка работы режиссёра и творческой группы
Критический оценивший картину Босли Кроутер заключил, что «сценаристы выпустили сюжет из-под контроля», позволив ему «рискованно блуждать настолько близко к скуке, что режиссёр был вынужден искать выход в автомобильных гонках с визгом шин и в смерти, которая выступает как последняя отчаянная попытка преодолеть повествовательную анемию».
Вместе с тем современные киноведы высоко оценили «затемнённую операторскую работу Джеймса Вонга Хоу, особенно в начальной сцене, которая придала картине нуаровый облик». Боб Порфирио также отметил, что «операторская работа Хоу обеспечивает нужный мрачный стиль, особенно, в начальной сцене, когда Ронни сбегает через открытое окно в тёмную таинственную ночь».

### Оценка актёрской игры
Кроутер невысоко оценил и актёрскую игру. По его мнению, «помимо того, что исполнители главных ролей вынуждены произносить совершенно невероятные вещи, они слишком очевидно выражают каждое своё намерение». По мнению Стаффорда, «хотя можно сказать, что „Сигнал об опасности“ рассказывает историю Хильды, однако именно увлекательная игра Скотта в роли аморального Мейсона доминирует в фильме. Скотту нет равных, когда надо сыграть льстивого обольстителя, что он демонстрирует, начиная с самодовольного выражения лица, когда он наблюдает, как реализуется его зловещий план, до нескрываемого злорадства, когда он следит за тем, как две сестры вступают с ревнивое соперничество за его внимание». Киновед отмечает, что Скотт «идеально демонстрирует елейную сущность своего персонажа», представляющего собой «мужскую версию роковой женщины, столь тесно связанной с фильмами нуар». По словам Шварца, «на Закари Скотта всегда можно рассчитывать, что он даст грамотную игру», когда надо сыграть, по словам Бреннана, «аморального, манипулирующего женского угодника», или, по словам Порфирио, «лощёного негодяя, который зарабатывает на жизнь, охотясь на несчастных женщин». Кини также отмечает, что «этот фильм принадлежит Скотту, который великолепен в роли презренного, но очаровательного мерзавца». Кини также отметил игру Декамп в роли подруги-психиатра Эмерсон, и Беннетта в роли рассеянного профессора, слишком робкого, чтобы добиться очаровательного стенографа».